# Saison 2019-2020 des Nets de Brooklyn
La saison 2019-2020 des Nets de Brooklyn est la 53e saison de la franchise et la 44e au sein de la National Basketball Association (NBA). C'est la 8e saison dans la ville de Brooklyn.
Durant l'intersaison 2019, la franchise signe les agents libres, Kevin Durant, Kyrie Irving et DeAndre Jordan, dans le but d'amener la franchise à un niveau supérieur.
En cours de saison, l'entraîneur Kenny Atkinson est remplacé par son assistant, Jacque Vaughn jusqu'à la fin de la saison.
La saison a été suspendue par les officiels de la ligue après les matchs du 11 mars  après l'annonce que Rudy Gobert était positif au COVID-19. Le 12 mars 2020, le président de la ligue Adam Silver annonce que le championnat est arrêté pour "au moins 30 jours". La franchise reprend la saison régulière le 31 juillet 2020, à Orlando.
Lors des playoffs, l'équipe est éliminée par les Raptors de Toronto en quatre matchs, au premier tour.

## Draft
| Tour | Choix | Joueur                   | Poste | Nationalité | Provenance                 |
| ---- | ----- | ------------------------ | ----- | ----------- | -------------------------- |
| 1    | 17    | Nickeil Alexander-Walker | SG    | Canada      | Hokies de Virginia Tech    |
| 1    | 27    | Mfiondu Kabengele        | C     | Canada      | Seminoles de Florida State |
| 2    | 31    | Nicolas Claxton          | PF    | États-Unis  | Bulldogs de la Géorgie     |

## Matchs

### Summer League
| Summer League Total: 4-1 |

| Match | Date match | Équipe     | Score    | Meilleur marqueur  | Meilleur rebondeur | Meilleur passeur   | Lieux Spectateurs    | Série |
| ----- | ---------- | ---------- | -------- | ------------------ | ------------------ | ------------------ | -------------------- | ----- |
| 1     | 5 juillet  | Dallas     | D 92-96  | Jarrett Allen (19) | Allen, Hands (8)   | Theo Pinson (8)    | Cox Pavilion         | 0 - 1 |
| 2     | 7 juillet  | Croatie    | V 74-58  | Kurucs, Musa (15)  | Jarrett Allen (7)  | Josh Gray (5)      | Cox Pavilion         | 1 - 1 |
| 3     | 8 juillet  | Washington | V 88-85  | Josh Gray (19)     | Brimah, Gray (8)   | Džanan Musa (5)    | Thomas & Mack Center | 2 - 1 |
| 4     | 10 juillet | Orlando    | V 93-85  | Džanan Musa (20)   | Jarrett Allen (13) | Josh Gray (5)      | Thomas & Mack Center | 3 - 1 |
| 5     | 13 juillet | Détroit    | V 105-85 | Jarrett Allen (30) | Jarrett Allen (11) | Josh Gray (5)      | Thomas & Mack Center | 4 - 1 |
| 6     | 14 juillet | Minnesota  | D 77-85  | Jarrett Allen (15) | Jarrett Allen (14) | Rodions Kurucs (2) | Thomas & Mack Center | 4 - 2 |

### Pré-saison
| Pré-saison Total: 3-1 (Domicile : 1-1; Extérieur : 2-0) |

| Match | Date match | Équipe           | Score     | Meilleur marqueur      | Meilleur rebondeur     | Meilleur passeur      | Lieux                       | Série |
| ----- | ---------- | ---------------- | --------- | ---------------------- | ---------------------- | --------------------- | --------------------------- | ----- |
| 1     | 4 octobre  | Franca São Paulo | V 137-89  | Taurean Prince (22)    | Spencer Dinwiddie (12) | Caris LeVert (9)      | Barclays Center             | 1 - 0 |
| 2     | 10 octobre | @ L.A. Lakers    | V 114-111 | Spencer Dinwiddie (20) | Rodions Kurucs (8)     | Spencer Dinwiddie (7) | Mercedes-Benz Arena         | 2 - 0 |
| 3     | 12 octobre | @ L.A. Lakers    | V 91-77   | Caris LeVert (22)      | DeAndre Jordan (11)    | Caris LeVert (5)      | Shenzhen Universiade Center | 3 - 0 |
| 4     | 18 octobre | Toronto          | D 107-123 | Kyrie Irving (19)      | DeAndre Jordan (9)     | Dinwiddie, Irving (4) | Barclays Center             | 3 - 1 |

### Matchs de préparation à Orlando avant la reprise de la saison régulière
| Matchs de préparation Total: 1-2 |

| Match | Date match | Équipe      | Score     | Meilleur marqueur | Meilleur rebondeur | Meilleur passeur  | Lieux          | Série |
| ----- | ---------- | ----------- | --------- | ----------------- | ------------------ | ----------------- | -------------- | ----- |
| 1     | 22 juillet | New Orleans | D 68-99   | Džanan Musa (11)  | Jarrett Allen (10) | Chris Chiozza (4) | The Arena      | 0 - 1 |
| 2     | 25 juillet | San Antonio | V 124-119 | Caris LeVert (27) | Jarrett Allen (11) | Chris Chiozza (7) | The Arena      | 1 - 1 |
| 3     | 27 juillet | Utah        | D 107-112 | Caris LeVert (23) | Jarrett Allen (10) | Chris Chiozza (7) | HP Field House | 1 - 2 |

### Saison régulière
| Saison régulière Total: 35-37 (Domicile : 20-16; Extérieur : 15-21) |

| Match | Date match | Équipe    | Score          | Meilleur marqueur | Meilleur rebondeur  | Meilleur passeur      | Lieux           | Série |
| ----- | ---------- | --------- | -------------- | ----------------- | ------------------- | --------------------- | --------------- | ----- |
| 1     | 23 octobre | Minnesota | D 126-127 (OT) | Kyrie Irving (50) | Taurean Prince (11) | Kyrie Irving (7)      | Barclays Center | 0 - 1 |
| 2     | 25 octobre | New York  | V 113-109      | Kyrie Irving (26) | Allen, Jordan (11)  | Dinwiddie, Irving (5) | Barclays Center | 1 - 1 |
| 3     | 27 octobre | @ Memphis | D 133-134 (OT) | Kyrie Irving (37) | Jarrett Allen (13)  | Spencer Dinwiddie (8) | FedExForum      | 1 - 2 |
| 4     | 30 octobre | Indiana   | D 108-118      | Kyrie Irving (28) | DeAndre Jordan (17) | Spencer Dinwiddie (7) | Barclays Center | 1 - 3 |

| Match | Date match   | Équipe              | Score     | Meilleur marqueur      | Meilleur rebondeur  | Meilleur passeur       | Lieux                      | Série  |
| ----- | ------------ | ------------------- | --------- | ---------------------- | ------------------- | ---------------------- | -------------------------- | ------ |
| 5     | 1er novembre | Houston             | V 123-116 | Taurean Prince (27)    | Taurean Prince (12) | Kyrie Irving (10)      | Barclays Center            | 2 - 3  |
| 6     | 2 novembre   | @ Détroit           | D 109-113 | Irving, Prince (20)    | Kyrie Irving (11)   | Kyrie Irving (10)      | Little Caesars Arena       | 2 - 4  |
| 7     | 4 novembre   | La Nouvelle-Orléans | V 135-125 | Kyrie Irving (39)      | Taurean Prince (11) | Kyrie Irving (9)       | Barclays Center            | 3 - 4  |
| 8     | 8 novembre   | @ Portland          | V 119-115 | Spencer Dinwiddie (34) | Allen, LeVert (9)   | Kyrie Irving (6)       | Moda Center                | 4 - 4  |
| 9     | 10 novembre  | @ Phoenix           | D 112-138 | Spencer Dinwiddie (18) | DeAndre Jordan (12) | Spencer Dinwiddie (6)  | Talking Stick Resort Arena | 4 - 5  |
| 10    | 12 novembre  | @ Utah              | D 114-119 | Kyrie Irving (27)      | DeAndre Jordan (17) | Kyrie Irving (5)       | Vivint Smart Home Arena    | 4 - 6  |
| 11    | 14 novembre  | @ Denver            | D 93-101  | Spencer Dinwiddie (17) | DeAndre Jordan (11) | Kyrie Irving (9)       | Pepsi Center               | 4 - 7  |
| 12    | 16 novembre  | @ Chicago           | V 117-111 | Spencer Dinwiddie (24) | Trois joueurs (7)   | Joe Harris (8)         | United Center              | 5 - 7  |
| 13    | 18 novembre  | Indiana             | D 86-115  | Spencer Dinwiddie (28) | Jarrett Allen (12)  | Spencer Dinwiddie (8)  | Barclays Center            | 5 - 8  |
| 14    | 20 novembre  | Charlotte           | V 101-91  | Jarrett Allen (22)     | Jarrett Allen (17)  | Spencer Dinwiddie (8)  | Barclays Center            | 6 - 8  |
| 15    | 22 novembre  | Sacramento          | V 116-97  | Spencer Dinwiddie (23) | DeAndre Jordan (10) | Spencer Dinwiddie (7)  | Barclays Center            | 7 - 8  |
| 16    | 24 novembre  | @ New York          | V 103-101 | Spencer Dinwiddie (30) | Taurean Prince (11) | Taurean Prince (5)     | Madison Square Garden      | 8 - 8  |
| 17    | 25 novembre  | @ Cleveland         | V 108-106 | Spencer Dinwiddie (23) | Jarrett Allen (21)  | Spencer Dinwiddie (9)  | Rocket Mortgage FieldHouse | 9 - 8  |
| 18    | 27 novembre  | @ Boston            | D 110-121 | Garrett Temple (22)    | Jarrett Allen (14)  | Spencer Dinwiddie (11) | TD Garden                  | 9 - 9  |
| 19    | 29 novembre  | Boston              | V 112-107 | Spencer Dinwiddie (32) | Allen, Jordan (11)  | Spencer Dinwiddie (11) | Barclays Center            | 10 - 9 |

| Match | Date match   | Équipe                | Score          | Meilleur marqueur      | Meilleur rebondeur  | Meilleur passeur       | Lieux                | Série   |
| ----- | ------------ | --------------------- | -------------- | ---------------------- | ------------------- | ---------------------- | -------------------- | ------- |
| 20    | 1er décembre | Miami                 | D 106-109      | Spencer Dinwiddie (29) | Jarrett Allen (12)  | Prince, Temple (5)     | Barclays Center      | 10 - 10 |
| 21    | 4 décembre   | @ Atlanta             | V 130-118      | Garrett Temple (27)    | Jarrett Allen (13)  | Spencer Dinwiddie (5)  | State Farm Arena     | 11 - 10 |
| 22    | 6 décembre   | @ Charlotte           | V 111-104      | Joe Harris (22)        | DeAndre Jordan (13) | Spencer Dinwiddie (12) | Spectrum Center      | 12 - 10 |
| 23    | 8 décembre   | Denver                | V 105-102      | Spencer Dinwiddie (24) | Allen, Prince (11)  | Spencer Dinwiddie (8)  | Barclays Center      | 13 - 10 |
| 24    | 11 décembre  | Charlotte             | D 108-113      | Spencer Dinwiddie (24) | DeAndre Jordan (14) | Spencer Dinwiddie (6)  | Barclays Center      | 13 - 11 |
| 25    | 14 décembre  | @ Toronto             | D 102-110      | Spencer Dinwiddie (24) | DeAndre Jordan (13) | Spencer Dinwiddie (8)  | Scotiabank Arena     | 13 - 12 |
| 26    | 15 décembre  | Philadelphie          | V 109-89       | Spencer Dinwiddie (24) | DeAndre Jordan (11) | Spencer Dinwiddie (6)  | Barclays Center      | 14 - 12 |
| 27    | 17 décembre  | @ La Nouvelle-Orléans | V 108-101      | Spencer Dinwiddie (31) | Jarrett Allen (14)  | Spencer Dinwiddie (7)  | Smoothie King Center | 15 - 12 |
| 28    | 19 décembre  | @ San Antonio         | D 105-118      | Spencer Dinwiddie (41) | Jarrett Allen (13)  | Jarrett Allen (6)      | AT&T Center          | 15 - 13 |
| 29    | 21 décembre  | Atlanta               | V 122-112      | Spencer Dinwiddie (39) | DeAndre Jordan (20) | Dinwiddie, Jordan (6)  | Barclays Center      | 16 - 13 |
| 30    | 26 décembre  | New York              | D 82-94        | Spencer Dinwiddie (25) | Garrett Temple (9)  | Dinwiddie, Pinson (3)  | Barclays Center      | 16 - 14 |
| 31    | 28 décembre  | @ Houston             | D 98-108       | Spencer Dinwiddie (17) | DeAndre Jordan (12) | Spencer Dinwiddie (11) | Toyota Center        | 16 - 15 |
| 32    | 30 décembre  | @ Minnesota           | D 115-122 (OT) | Spencer Dinwiddie (36) | Taurean Prince (14) | Spencer Dinwiddie (8)  | Target Center        | 16 - 16 |

| Match | Date match | Équipe         | Score          | Meilleur marqueur      | Meilleur rebondeur  | Meilleur passeur       | Lieux                    | Série   |
| ----- | ---------- | -------------- | -------------- | ---------------------- | ------------------- | ---------------------- | ------------------------ | ------- |
| 33    | 2 janvier  | @ Dallas       | D 111-123      | Spencer Dinwiddie (19) | DeAndre Jordan (10) | Dinwiddie, Harris (5)  | American Airlines Center | 16 - 17 |
| 34    | 4 janvier  | Toronto        | D 102-121      | Spencer Dinwiddie (23) | DeAndre Jordan (8)  | Spencer Dinwiddie (7)  | Barclays Center          | 16 - 18 |
| 35    | 6 janvier  | @ Orlando      | D 89-101       | Dinwiddie, Harris (16) | Wilson Chandler (9) | Garrett Temple (4)     | Amway Center             | 16 - 19 |
| 36    | 7 janvier  | Oklahoma City  | D 103-111 (OT) | Taurean Prince (21)    | DeAndre Jordan (10) | Spencer Dinwiddie (6)  | Barclays Center          | 16 - 20 |
| 37    | 10 janvier | Miami          | V 117-113      | Spencer Dinwiddie (26) | Jarrett Allen (11)  | Spencer Dinwiddie (14) | Barclays Center          | 17 - 20 |
| 38    | 12 janvier | Atlanta        | V 108-86       | Kyrie Irving (21)      | Jarrett Allen (12)  | Spencer Dinwiddie (8)  | Barclays Center          | 18 - 20 |
| 39    | 14 janvier | Utah           | D 107-118      | Kyrie Irving (32)      | DeAndre Jordan (14) | Kyrie Irving (11)      | Barclays Center          | 18 - 21 |
| 40    | 15 janvier | @ Philadelphie | D 106-117      | Spencer Dinwiddie (26) | Jarrett Allen (10)  | Spencer Dinwiddie (8)  | Wells Fargo Center       | 18 - 22 |
| 41    | 18 janvier | Milwaukee      | D 97-117       | Kyrie Irving (17)      | Jarrett Allen (10)  | Kyrie Irving (6)       | Barclays Center          | 18 - 23 |
| 42    | 20 janvier | Philadelphie   | D 111-117      | Spencer Dinwiddie (22) | Jarrett Allen (13)  | Spencer Dinwiddie (7)  | Barclays Center          | 18 - 24 |
| 43    | 23 janvier | L.A. Lakers    | D 113-128      | Kyrie Irving (20)      | Jarrett Allen (8)   | Spencer Dinwiddie (13) | Barclays Center          | 18 - 25 |
| 44    | 25 janvier | @ Détroit      | V 121-111 (OT) | Kyrie Irving (45)      | Jarrett Allen (15)  | Kyrie Irving (7)       | Little Caesars Arena     | 19 - 25 |
| 45    | 26 janvier | @ New York     | D 97-110       | Spencer Dinwiddie (23) | Allen, Claxton (5)  | Spencer Dinwiddie (5)  | Madison Square Garden    | 19 - 26 |
| 46    | 29 janvier | Détroit        | V 125-115      | Spencer Dinwiddie (28) | DeAndre Jordan (8)  | Spencer Dinwiddie (6)  | Barclays Center          | 20 - 26 |
| 47    | 31 janvier | Chicago        | V 133-118      | Kyrie Irving (54)      | Jordan, Prince (8)  | Spencer Dinwiddie (7)  | Barclays Center          | 21 - 26 |

| Match                  | Date match  | Équipe         | Score          | Meilleur marqueur            | Meilleur rebondeur  | Meilleur passeur       | Lieux                   | Série   |
| ---------------------- | ----------- | -------------- | -------------- | ---------------------------- | ------------------- | ---------------------- | ----------------------- | ------- |
| 48                     | 1er février | @ Washington   | D 107-113      | Spencer Dinwiddie (26)       | Jarrett Allen (15)  | Spencer Dinwiddie (6)  | Capital One Arena       | 21 - 27 |
| 49                     | 3 février   | Phoenix        | V 119-97       | Caris LeVert (29)            | DeAndre Jordan (9)  | Caris LeVert (7)       | Barclays Center         | 22 - 27 |
| 50                     | 5 février   | Golden State   | V 129-88       | Caris LeVert (23)            | Jarrett Allen (13)  | Caris LeVert (8)       | Barclays Center         | 23 - 27 |
| 51                     | 8 février   | @ Toronto      | D 118-119      | Caris LeVert (37)            | DeAndre Jordan (14) | Spencer Dinwiddie (11) | Scotiabank Arena        | 23 - 28 |
| 52                     | 10 février  | @ Indiana      | V 106-105      | Spencer Dinwiddie (21)       | DeAndre Jordan (19) | Spencer Dinwiddie (11) | Bankers Life Fieldhouse | 24 - 28 |
| 53                     | 12 février  | Toronto        | V 101-91       | Caris LeVert (20)            | Jarrett Allen (13)  | Spencer Dinwiddie (9)  | Barclays Center         | 25 - 28 |
| NBA All-Star Game 2020 |             |                |                |                              |                     |                        |                         |         |
| 54                     | 20 février  | @ Philadelphie | D 104-112 (OT) | Caris LeVert (25)            | DeAndre Jordan (15) | Spencer Dinwiddie (8)  | Wells Fargo Center      | 25 - 29 |
| 55                     | 22 février  | @ Charlotte    | V 115-86       | Timothé Luwawu-Cabarrot (21) | Allen, Temple (11)  | Spencer Dinwiddie (9)  | Spectrum Center         | 26 - 29 |
| 56                     | 24 février  | Orlando        | D 113-115      | Spencer Dinwiddie (24)       | Jarrett Allen (11)  | Dinwiddie, LeVert (8)  | Barclays Center         | 26 - 30 |
| 57                     | 26 février  | @ Washington   | D 106-110      | Caris LeVert (34)            | DeAndre Jordan (16) | Caris LeVert (7)       | Capital One Arena       | 26 - 31 |
| 58                     | 28 février  | @ Atlanta      | D 118-141      | Spencer Dinwiddie (24)       | Jarrett Allen (9)   | Spencer Dinwiddie (13) | State Farm Arena        | 26 - 32 |
| 59                     | 29 février  | @ Miami        | D 113-116      | Spencer Dinwiddie (25)       | Jarrett Allen (11)  | Spencer Dinwiddie (12) | American Airlines Arena | 26 - 33 |

| Match | Date match | Équipe        | Score          | Meilleur marqueur      | Meilleur rebondeur  | Meilleur passeur      | Lieux           | Série   |
| ----- | ---------- | ------------- | -------------- | ---------------------- | ------------------- | --------------------- | --------------- | ------- |
| 60    | 3 mars     | @ Boston      | V 129-120 (OT) | Caris LeVert (51)      | DeAndre Jordan (15) | Caris LeVert (5)      | TD Garden       | 27 - 33 |
| 61    | 4 mars     | Memphis       | D 79-118       | Taurean Prince (15)    | Jarrett Allen (9)   | Caris LeVert (6)      | Barclays Center | 27 - 34 |
| 62    | 6 mars     | San Antonio   | V 139-120      | Caris LeVert (27)      | Caris LeVert (11)   | Caris LeVert (10)     | Barclays Center | 28 - 34 |
| 63    | 8 mars     | Chicago       | V 110-107      | Spencer Dinwiddie (24) | DeAndre Jordan (15) | Spencer Dinwiddie (6) | Barclays Center | 29 - 34 |
| 64    | 10 mars    | @ L.A. Lakers | V 104-102      | Spencer Dinwiddie (23) | DeAndre Jordan (12) | Spencer Dinwiddie (7) | Staples Center  | 30 - 34 |

| Match | Date match | Équipe          | Score | Meilleur marqueur | Meilleur rebondeur | Meilleur passeur | Lieux                      | Série |
| ----- | ---------- | --------------- | ----- | ----------------- | ------------------ | ---------------- | -------------------------- | ----- |
| -     | Annulé     | @ Golden State  |       |                   |                    |                  | Chase Center               | -     |
| -     | Annulé     | @ L.A. Clippers |       |                   |                    |                  | Staples Center             | -     |
| -     | Annulé     | @ Sacramento    |       |                   |                    |                  | Golden 1 Center            | -     |
| -     | Annulé     | Washington      |       |                   |                    |                  | Barclays Center            | -     |
| -     | Annulé     | Boston          |       |                   |                    |                  | Barclays Center            | -     |
| -     | Annulé     | Orlando         |       |                   |                    |                  | Barclays Center            | -     |
| -     | Annulé     | L.A. Clippers   |       |                   |                    |                  | Barclays Center            | -     |
| -     | Annulé     | @ Orlando       |       |                   |                    |                  | Amway Center               | -     |
| -     | Annulé     | Cleveland       |       |                   |                    |                  | Barclays Center            | -     |
| -     | Annulé     | Portland        |       |                   |                    |                  | Barclays Center            | -     |
| -     | Annulé     | Détroit         |       |                   |                    |                  | Barclays Center            | -     |
| -     | Annulé     | @ Indiana       |       |                   |                    |                  | Bankers Life Fieldhouse    | -     |
| -     | Annulé     | Dallas          |       |                   |                    |                  | Barclays Center            | -     |
| -     | Annulé     | @ Oklahoma City |       |                   |                    |                  | Chesapeake Energy Arena    | -     |
| -     | Annulé     | @ Milwaukee     |       |                   |                    |                  | Fiserv Forum               | -     |
| -     | Annulé     | @ Chicago       |       |                   |                    |                  | United Center              | -     |
| -     | Annulé     | @ Cleveland     |       |                   |                    |                  | Rocket Mortgage FieldHouse | -     |
| -     | Annulé     | Milwaukee       |       |                   |                    |                  | Barclays Center            | -     |

| Match | Date match | Équipe  | Score     | Meilleur marqueur            | Meilleur rebondeur | Meilleur passeur | Lieux           | Série   |
| ----- | ---------- | ------- | --------- | ---------------------------- | ------------------ | ---------------- | --------------- | ------- |
| 65    | 31 juillet | Orlando | D 118-128 | Timothé Luwawu-Cabarrot (24) | Rodions Kurucs (6) | Caris LeVert (7) | The Field House | 30 - 35 |

| Match | Date match | Équipe          | Score     | Meilleur marqueur            | Meilleur rebondeur | Meilleur passeur   | Lieux                | Série   |
| ----- | ---------- | --------------- | --------- | ---------------------------- | ------------------ | ------------------ | -------------------- | ------- |
| 66    | 2 août     | Washington      | V 118-110 | Caris LeVert (34)            | Jarrett Allen (15) | Chris Chiozza (6)  | The Field House      | 31 - 35 |
| 67    | 4 août     | @ Milwaukee     | V 119-116 | Timothé Luwawu-Cabarrot (26) | Donta Hall (9)     | Chris Chiozza (10) | VISA Athletic Center | 32 - 35 |
| 68    | 5 août     | @ Boston        | D 115-149 | Jeremiah Martin (20)         | Jarrett Allen (8)  | Allen, Martin (4)  | AdventHealth Arena   | 32 - 36 |
| 69    | 7 août     | Sacramento      | V 119-106 | Caris LeVert (22)            | Jarrett Allen (11) | Jarrett Allen (8)  | AdventHealth Arena   | 33 - 36 |
| 70    | 9 août     | @ L.A. Clippers | V 129-120 | Caris LeVert (27)            | Jarrett Allen (16) | Caris LeVert (13)  | The Field House      | 34 - 36 |
| 71    | 11 août    | @ Orlando       | V 108-96  | Luwawu-Cabarrot, Martin (24) | Hall, Kurucs (9)   | Martin, Musa (6)   | The Field House      | 35 - 36 |
| 72    | 13 août    | Portland        | D 133-134 | Caris LeVert (37)            | Jarrett Allen (11) | Caris LeVert (9)   | AdventHealth Arena   | 35 - 37 |

### Playoffs
| Playoffs Total: 0-4 (Domicile : 0-2; Extérieur : 0-2) |

| Match | Date match | Équipe    | Score     | Meilleur marqueur            | Meilleur rebondeur | Meilleur passeur    | Lieux              | Série |
| ----- | ---------- | --------- | --------- | ---------------------------- | ------------------ | ------------------- | ------------------ | ----- |
| 1     | 17 août    | @ Toronto | D 110-134 | Timothé Luwawu-Cabarrot (26) | Jarrett Allen (12) | Caris LeVert (15)   | AdventHealth Arena | 0 - 1 |
| 2     | 19 août    | @ Toronto | D 99-104  | Garrett Temple (21)          | Jarrett Allen (15) | Caris LeVert (11)   | AdventHealth Arena | 0 - 2 |
| 3     | 21 août    | Toronto   | D 92-117  | Tyler Johnson (23)           | Jarrett Allen (17) | Caris LeVert (6)    | The Field House    | 0 - 3 |
| 4     | 23 août    | Toronto   | D 122-150 | Caris LeVert (35)            | Jarrett Allen (15) | Chiozza, LeVert (6) | The Field House    | 0 - 4 |

### Confrontations en saison régulière
| Conférence Est      | Conférence Est                              | Conférence Est                              | Conférence Est                              | Conférence Est                              | Conférence Ouest                            | Conférence Ouest                            | Conférence Ouest                            |
| Division Atlantique | Division Atlantique                         | Division Atlantique                         | Division Atlantique                         | Division Atlantique                         | Division Nord-Ouest                         | Division Nord-Ouest                         | Division Nord-Ouest                         |
| Équipe              | Domicile                                    | Domicile                                    | Extérieur                                   | Extérieur                                   | Équipe                                      | Domicile                                    | Extérieur                                   |
| ------------------- | ------------------------------------------- | ------------------------------------------- | ------------------------------------------- | ------------------------------------------- | ------------------------------------------- | ------------------------------------------- | ------------------------------------------- |
| Boston              | 112-107                                     |                                             | 110-121                                     | 129-120 (OT)                                | Denver                                      | 105-102                                     | 93-101                                      |
|                     |                                             |                                             |                                             |                                             | Minnesota                                   | 126-127 (OT)                                | 115-122 (OT)                                |
| New York            | 113-109                                     | 82-94                                       | 103-101                                     | 97-110                                      | Oklahoma City                               | 103-111 (OT)                                |                                             |
| Philadelphie        | 109-89                                      | 111-117                                     | 106-117                                     | 104-112 (OT)                                | Portland                                    |                                             | 119-115                                     |
| Toronto             | 102-121                                     | 101-91                                      | 102-110                                     | 118-119                                     | Utah                                        | 107-118                                     | 114-119                                     |
| Matchs à Orlando    |                                             |                                             |                                             |                                             |                                             |                                             |                                             |
| Boston              |                                             |                                             | 115-149                                     |                                             | Portland                                    | 133-134                                     |                                             |
|                     | 4–3                                         | 4–3                                         | 2–7                                         | 2–7                                         |                                             | 1–4                                         | 1–3                                         |
| Division            | 6–10                                        | 6–10                                        | 6–10                                        | 6–10                                        | Division                                    | 2–7                                         | 2–7                                         |
| Division Centrale   | Division Centrale                           | Division Centrale                           | Division Centrale                           | Division Centrale                           | Division Pacifique                          | Division Pacifique                          | Division Pacifique                          |
| Équipe              | Domicile                                    | Domicile                                    | Extérieur                                   | Extérieur                                   | Équipe                                      | Domicile                                    | Extérieur                                   |
| Chicago             | 133-118                                     | 110-107                                     | 117-111                                     |                                             | Golden State                                | 129-88                                      |                                             |
| Cleveland           |                                             |                                             | 108-106                                     |                                             | L.A. Clippers                               |                                             |                                             |
| Detroit             | 125-115                                     |                                             | 109-113                                     | 121-111 (OT)                                | L.A. Lakers                                 | 113-128                                     | 104-102                                     |
| Indiana             | 108-118                                     | 86-115                                      | 106-105                                     |                                             | Phoenix                                     | 119-97                                      | 112-138                                     |
| Milwaukee           | 97-117                                      |                                             |                                             |                                             | Sacramento                                  | 116-97                                      |                                             |
| Matchs à Orlando    |                                             |                                             |                                             |                                             |                                             |                                             |                                             |
| Milwaukee           |                                             |                                             | 119-116                                     |                                             | L.A. Clippers                               |                                             | 129-120                                     |
|                     |                                             |                                             |                                             |                                             | Sacramento                                  | 119-106                                     |                                             |
|                     | 3–3                                         | 3–3                                         | 5–1                                         | 5–1                                         |                                             | 4–1                                         | 2–1                                         |
| Division            | 8–4                                         | 8–4                                         | 8–4                                         | 8–4                                         | Division                                    | 6–2                                         | 6–2                                         |
| Division Sud-Est    | Division Sud-Est                            | Division Sud-Est                            | Division Sud-Est                            | Division Sud-Est                            | Division Sud-Ouest                          | Division Sud-Ouest                          | Division Sud-Ouest                          |
| Équipe              | Domicile                                    | Domicile                                    | Extérieur                                   | Extérieur                                   | Équipe                                      | Domicile                                    | Extérieur                                   |
| Atlanta             | 122-112                                     | 108-86                                      | 130-118                                     | 118-141                                     | Dallas                                      |                                             | 111-123                                     |
| Charlotte           | 101-91                                      | 108-113                                     | 111-104                                     | 115-86                                      | Houston                                     | 123-116                                     | 98-108                                      |
| Miami               | 106-109                                     | 117-113                                     | 113-116                                     |                                             | Memphis                                     | 79-118                                      | 133-134 (OT)                                |
| Orlando             | 113-115                                     |                                             | 89-101                                      |                                             | New Orleans                                 | 135-125                                     | 108-101                                     |
| Washington          |                                             |                                             | 107-113                                     | 106-110                                     | San Antonio                                 | 139-120                                     | 105-118                                     |
| Matchs à Orlando    |                                             |                                             |                                             |                                             |                                             |                                             |                                             |
| Orlando             | 118-128                                     |                                             | 108-96                                      |                                             |                                             |                                             |                                             |
| Washington          | 118-110                                     |                                             |                                             |                                             |                                             |                                             |                                             |
|                     | 5–4                                         | 5–4                                         | 4–5                                         | 4–5                                         |                                             | 3–1                                         | 1–4                                         |
| Division            | 9–9                                         | 9–9                                         | 9–9                                         | 9–9                                         | Division                                    | 4–5                                         | 4–5                                         |
| Conférence          | 23–23 (Domicile : 12–10; Extérieur : 11–13) | 23–23 (Domicile : 12–10; Extérieur : 11–13) | 23–23 (Domicile : 12–10; Extérieur : 11–13) | 23–23 (Domicile : 12–10; Extérieur : 11–13) | Conférence                                  | 12–14 (Domicile : 8–6; Extérieur : 4–8)     | 12–14 (Domicile : 8–6; Extérieur : 4–8)     |
| Total               | 35–37 (Domicile : 20–16; Extérieur : 15–21) | 35–37 (Domicile : 20–16; Extérieur : 15–21) | 35–37 (Domicile : 20–16; Extérieur : 15–21) | 35–37 (Domicile : 20–16; Extérieur : 15–21) | 35–37 (Domicile : 20–16; Extérieur : 15–21) | 35–37 (Domicile : 20–16; Extérieur : 15–21) | 35–37 (Domicile : 20–16; Extérieur : 15–21) |

## Classements de la saison régulière
| Conférence Est | Conférence Est         | Conférence Est | Conférence Est | Conférence Est | Conférence Est | Conférence Est | Conférence Est |
| No             | Franchise              | Vic.           | Déf.           | MJ             | V/D            | GB             |                |
| -------------- | ---------------------- | -------------- | -------------- | -------------- | -------------- | -------------- | -------------- |
| 1              | Bucks de Milwaukee     | 56             | 17             | 73             | .767           | –              |                |
| 2              | Raptors de Toronto     | 53             | 19             | 72             | .736           | 2.5            |                |
| 3              | Celtics de Boston      | 48             | 24             | 72             | .667           | 7.5            |                |
| 4              | Pacers de l'Indiana    | 45             | 28             | 73             | .616           | 11             |                |
| 5              | Heat de Miami          | 44             | 29             | 73             | .603           | 12             |                |
| 6              | 76ers de Philadelphie  | 43             | 30             | 73             | .589           | 13             |                |
| 7              | Nets de Brooklyn       | 35             | 37             | 72             | .486           | 20.5           |                |
| 8              | Magic d'Orlando        | 33             | 40             | 73             | .452           | 23             |                |
|                |                        |                |                |                |                |                |                |
| 9              | Wizards de Washington¹ | 25             | 47             | 72             | .347           | 30.5           |                |
| 10             | Hornets de Charlotte   | 23             | 42             | 65             | .354           | 29             |                |
| 11             | Bulls de Chicago       | 22             | 43             | 65             | .338           | 30             |                |
| 12             | Knicks de New York     | 21             | 45             | 66             | .318           | 31.5           |                |
| 13             | Pistons de Détroit     | 20             | 46             | 66             | .303           | 32.5           |                |
| 14             | Hawks d'Atlanta        | 20             | 47             | 67             | .299           | 33             |                |
| 15             | Cavaliers de Cleveland | 19             | 46             | 65             | .292           | 33             |                |

| Division Atlantique   | V  | D  | MJ | V/D  | GB   | Dom   | Ext   | Div  |
| --------------------- | -- | -- | -- | ---- | ---- | ----- | ----- | ---- |
| Raptors de Toronto    | 53 | 19 | 72 | .736 | –    | 26–10 | 27–9  | 9–5  |
| Celtics de Boston     | 48 | 24 | 72 | .667 | 4.5  | 26–10 | 22–14 | 9–6  |
| 76ers de Philadelphie | 43 | 30 | 73 | .589 | 10.5 | 31–4  | 12–26 | 11–5 |
| Nets de Brooklyn      | 35 | 37 | 72 | .486 | 17.5 | 20–16 | 15–21 | 6–10 |
| Knicks de New York    | 21 | 45 | 66 | .318 | 28.5 | 11–22 | 10–23 | 2–11 |

## Effectif

### Effectif actuel
| 1. Nets de Brooklyn Effectif en fin de saison                                           |    |                                  |                          |              |
| Entraîneur : Jacque Vaughn                                                              |    |                                  |                          |              |
| Pivot                                                                                   | 31 | Drapeau des États-Unis           | Jarrett Allen            | Texas        |
| Arrière / Ailier                                                                        | 10 | Drapeau des États-Unis           | Justin Anderson (S)      | Virginia     |
| Ailier / Ailier fort                                                                    | 21 | Drapeau des États-Unis           | Wilson Chandler          | DePaul       |
| Meneur                                                                                  | 4  | Drapeau des États-Unis           | Chris Chiozza (TW)       | Florida      |
| Ailier fort / Pivot                                                                     | 33 | Drapeau des États-Unis           | Nicolas Claxton (R)      | Georgia      |
| Arrière / Meneur                                                                        | 1  | Drapeau des États-Unis           | Jamal Crawford (S)       | Michigan     |
| Meneur / Arrière                                                                        | 26 | Drapeau des États-Unis           | Spencer Dinwiddie        | Colorado     |
| Ailier / Ailier fort                                                                    | 7  | Drapeau des États-Unis           | Kevin Durant             | Texas        |
| Ailier fort / Pivot                                                                     | 45 | Drapeau des États-Unis           | Donta Hall (R) (S)       | Alabama      |
| Arrière / Ailier                                                                        | 12 | Drapeau des États-Unis           | Joe Harris               | Virginia     |
| Meneur                                                                                  | 11 | Drapeau des États-Unis           | Kyrie Irving             | Duke         |
| Meneur / Arrière                                                                        | 8  | Drapeau des États-Unis           | Tyler Johnson            | Fresno State |
| Pivot                                                                                   | 6  | Drapeau des États-Unis           | DeAndre Jordan           | Texas        |
| Ailier / Ailier fort                                                                    | 00 | Drapeau de la Lettonie           | Rodions Kurucs           | FC Barcelone |
| Arrière                                                                                 | 22 | Drapeau des États-Unis           | Caris LeVert             | Michigan     |
| Arrière / Ailier                                                                        | 9  | Drapeau de la France             | Timothé Luwawu-Cabarrot  | KK Mega Leks |
| Meneur                                                                                  | 0  | Drapeau des États-Unis           | Jeremiah Martin (R) (TW) | Memphis      |
| Ailier                                                                                  | 13 | Drapeau de la Bosnie-Herzégovine | Džanan Musa              | KK Cedevita  |
| Ailier / Ailier fort                                                                    | 2  | Drapeau des États-Unis           | Taurean Prince           | Baylor       |
| Arrière / Ailier                                                                        | 17 | Drapeau des États-Unis           | Garrett Temple           | LSU          |
| Ailier / Ailier fort                                                                    | 42 | Drapeau des États-Unis           | Lance Thomas (S)         | Duke         |
| (R) - Rookie, (TW) - Two-way contract, Blessé, (S) - Joueurs supplémentaires à Orlando. |    |                                  |                          |              |

## Récompenses durant la saison
Récapitulatif des récompenses obtenues par les joueurs de l'équipe durant la saison.
| Date                      | Joueur            | Récompense                                  |
| ------------------------- | ----------------- | ------------------------------------------- |
| 18 novembre - 24 novembre | Spencer Dinwiddie | Joueur de la semaine dans la conférence Est |

## Transactions
Le détail des différents contrats signés par l'équipe est disponible dans la section supérieure des contrats des joueurs, avec les montants des salaires.

### Échanges
| Juin      | Juin | Juin | Juin   |
| --------- | --- | --- | ------ |
| 21 juin   | Vers les Nets de Brooklyn - Droits sur Jaylen Hands (#56) - Premier tour de draft 2020 protégé de Philadelphie                          | Vers les Clippers de Los Angeles - Droits sur Mfiondu Kabengele (#27)                                                      | [ 7 ]  |
| Juillet   | | |        |
| 6 juillet | Vers les Nets de Brooklyn - Taurean Prince - Second tour de draft 2021                                                                  | Vers les Hawks d'Atlanta - Allen Crabbe - Droits sur Nickeil Alexander-Walker (#17) - Premier tour de draft 2020 (protégé) | [ 8 ]  |
| 6 juillet | Echange à trois équipes | Echange à trois équipes | [ 9 ]  |
| 6 juillet | Vers les Nets de Brooklyn - Droits sur Nemanja Dangubić (2014 #54) (De San Antonio) - Droits sur Aaron White (2015 #49) (De Washington) | Vers les Wizards de Washington - Dāvis Bertāns (De San Antonio)                                                            | [ 9 ]  |
| 6 juillet | Vers les Spurs de San Antonio - DeMarre Carroll (sign and trade, De Brooklyn)                                                           | | [ 9 ]  |
| 7 juillet | Vers les Nets de Brooklyn - Kevin Durant (sign and trade) - Premier tour de draft 2020 (protégé)                                        | Vers les Warriors de Golden State - D'Angelo Russell (sign and trade) - Shabazz Napier - Treveon Graham                    | [ 10 ] |

### Changement d’entraîneur
| Date   | Ancien entraîneur | Raison départ       | Date de signature | Nouvel entraîneur | Provenance                                        |
| ------ | ----------------- | ------------------- | ----------------- | ----------------- | ------------------------------------------------- |
| 7 mars | Kenny Atkinson    | Consentement mutuel | 7 mars            | Jacque Vaughn     | Nets de Brooklyn (Entraîneur assistant 2016-2020) |

### Extension de contrat
| Date       | Joueur         | Extension                                               |
| ---------- | -------------- | ------------------------------------------------------- |
| 25/08/2019 | Caris LeVert   | 52 500 000 $ sur 3 ans à partir de la saison 2020-2021. |
| 21/10/2019 | Taurean Prince | 29 000 000 $ sur 2 ans à partir de la saison 2020-2021. |

### Joueurs qui re-signent
| Date       | Joueur           |
| ---------- | ---------------- |
| 07/07/2019 | D'Angelo Russell |
| 08/07/2019 | Theo Pinson      |

### Options dans les contrats
| Date       | Joueur                  | Option                                                                          |
| ---------- | ----------------------- | ------------------------------------------------------------------------------- |
| 03/05/2019 | Allen Crabbe            | Allen Crabbe active son option joueur de 18 500 000 $ pour la saison 2019-2020. |
| 17/06/2019 | Rondae Hollis-Jefferson | Brooklyn décline la Qualifying Offer.                                           |
| 14/10/2019 | Jarrett Allen           | Brooklyn exerce leur option d'équipe de 3 909 902 $ pour la saison 2020-2021.   |
| 14/10/2019 | Džanan Musa             | Brooklyn exerce leur option d'équipe de 2 002 800 $ pour la saison 2020-2021.   |

## Arrivées

### Draft
| Date       | Joueur                | Provenance                    |
| ---------- | --------------------- | ----------------------------- |
| 07/07/2019 | Nicolas Claxton (#31) | Bulldogs de la Géorgie (NCAA) |

### Agents libres
| Date       | Joueur                  | Provenance                                |
| ---------- | ----------------------- | ----------------------------------------- |
| 06/07/2019 | Kyrie Irving            | Celtics de Boston                         |
| 06/07/2019 | Kevin Durant            | Warriors de Golden State (Sign-and-Trade) |
| 07/07/2019 | DeAndre Jordan          | Knicks de New York                        |
| 08/07/2019 | Garrett Temple          | Clippers de Los Angeles                   |
| 08/07/2019 | Wilson Chandler         | Clippers de Los Angeles                   |
| 17/07/2019 | David Nwaba             | Cavaliers de Cleveland                    |
| 30/07/2019 | Deng Adel               | Cavaliers de Cleveland                    |
| 25/09/2019 | C. J. Williams          | Timberwolves du Minnesota                 |
| 25/09/2019 | John Egbunu             | Gators de la Floride                      |
| 27/09/2019 | Lance Thomas            | Knicks de New York                        |
| 15/10/2019 | Devin Cannady           | Tigers de Princeton                       |
| 15/10/2019 | C. J. Massinburg        | Bulls de Buffalo                          |
| 13/11/2019 | Iman Shumpert           | Rockets de Houston                        |
| 07/02/2020 | Timothé Luwawu-Cabarrot | Nets de Brooklyn (contrat de 10 jours)    |
| 23/06/2020 | Tyler Johnson           | Suns de Phoenix                           |

### Contrats de 10 jours
| Date       | Joueur                  | Provenance                                    |
| ---------- | ----------------------- | --------------------------------------------- |
| 06/01/2020 | Justin Anderson         | Raptors 905 (G League)                        |
| 15/01/2020 | Timothé Luwawu-Cabarrot | Nets de Brooklyn (Two-way contract)           |
| 25/01/2020 | Timothé Luwawu-Cabarrot | Nets de Brooklyn (second contrat de 10 jours) |

### Two-way contracts
| Date       | Joueur                  | Provenance                         |
| ---------- | ----------------------- | ---------------------------------- |
| 15/07/2019 | Henry Ellenson          | Knicks de New York                 |
| 23/10/2019 | Timothé Luwawu-Cabarrot | Cavaliers de Cleveland             |
| 04/01/2020 | Chris Chiozza           | Go-Go de Capital City (G-League)   |
| 15/01/2020 | Jeremiah Martin         | Skyforce de Sioux Falls (G-League) |

### Joueurs supplémentaires pour la reprise à Orlando (Substitute players)
| Date       | Joueur          | Joueur remplacé   | Provenance                     |
| ---------- | --------------- | ----------------- | ------------------------------ |
| 09/07/2020 | Michael Beasley | Taurean Prince    | Guangdong Southern Tigers      |
| 09/07/2020 | Jamal Crawford  | Spencer Dinwiddie | Suns de Phoenix                |
| 10/07/2020 | Donta Hall      | Nicolas Claxton   | Pistons de Détroit             |
| 14/07/2020 | Lance Thomas    | DeAndre Jordan    | Nets de Brooklyn               |
| 18/07/2020 | Justin Anderson | Michael Beasley   | Nets de Long Island (G League) |

## Départs

### Agents libres
| Date       | Joueur                  | Nouvelle équipe¹                          |
| ---------- | ----------------------- | ----------------------------------------- |
| 05/07/2019 | Alan Williams           | Shanxi Loongs                             |
| 06/07/2019 | DeMarre Carroll         | Spurs de San Antonio (Sign-and-Trade)     |
| 07/07/2019 | Jared Dudley            | Lakers de Los Angeles                     |
| 07/07/2019 | D'Angelo Russell        | Warriors de Golden State (Sign-and-Trade) |
| 17/07/2019 | Rondae Hollis-Jefferson | Raptors de Toronto                        |
| 19/07/2019 | Ed Davis                | Jazz de l'Utah                            |

### Joueurs coupés
| Date       | Joueur          | Nouvelle équipe¹               |
| ---------- | --------------- | ------------------------------ |
| 12/12/2019 | Iman Shumpert   |                                |
| 03/01/2020 | Henry Ellenson  | Nets de Long Island (G League) |
| 03/01/2020 | David Nwaba     | Rockets de Houston             |
| 15/01/2020 | Justin Anderson | Nets de Long Island (G League) |
| 23/06/2020 | Theo Pinson     | Knicks de New York             |
| 15/07/2020 | Michael Beasley |                                |

¹ Il s'agit de l’équipe pour laquelle le joueur a signé après son départ, il a pu entre-temps changer d'équipe ou encore de pays.

### Joueurs non retenus au training camp
| Joueur           |
| ---------------- |
| Deng Adel        |
| Devin Cannady    |
| John Egbunu      |
| C. J. Massinburg |
| Lance Thomas     |
| C. J. Williams   |

## Situation à la fin de saison

### Joueurs "agents libres"
| Joueur          | Fin de saison         |
| --------------- | --------------------- |
| Justin Anderson | Agent libre           |
| Wilson Chandler | Agent libre           |
| Chris Chiozza   | Agent libre restreint |
| Jamal Crawford  | Agent libre           |
| Donta Hall      | Agent libre           |
| Joe Harris      | Agent libre           |
| Tyler Johnson   | Agent libre           |
| Jeremiah Martin | Agent libre restreint |
| Lance Thomas    | Agent libre           |

### Options en fin de saison
| Joueur         | Fin de saison    |
| -------------- | ---------------- |
| Garrett Temple | Option d'équipe. |